# 扭转褶口螺
扭转褶口螺（学名：Ptychopoma tortile）为环口螺科褶口螺属的动物，是中国的特有物种。分布于云南、贵州、四川等地，生活环境为陆地，主要生活于多腐殖质的灌木草丛中以及树叶和枯树枝下。

## 亚种
- 小扁褶口螺（学名：Ptychopoma expoliastum vestitum），Heude于1885年命名，是中国的特有物种。分布于四川等地，生活环境为陆地，常生活于阴暗潮湿多腐殖质的灌木草丛中以及腐木和树叶石块下。[2]
- 大扁褶口螺（学名：Ptychopoma expoliatum expoliatum），Heude于1885年命名，是中国的特有物种。分布于四川等地，生活环境为陆地，主要栖息于阴暗潮湿多腐殖质的灌木草丛中以及腐木和树叶石块下。[3]